# Buried Alive by Love
Buried Alive by Love es la primera pista musical del disco Love Metal, de la banda finlandesa HIM y el segundo sencillo del mismo álbum, realizado en 2003.
El vídeo fue filmado por el skater, miembro de Jackass y gran amigo de la banda, Bam Margera,  que grabó también los vídeos musicales de The Sacrament, Solitary Man y And Love Said No. 
En el vídeo aparece la actriz y cantante Juliette Lewis.

## Sobre la letra
Ville Valo el compositor, comentó sobre la letra: 

"Es sobre abrir los ojos después de todos estos años tratando de armar el rompecabezas y ver qué loco ha sido todo. Es como sentirse enterrado por todo eso. Es una de las canciones más personales de Love Metal".

- Datos: Q26557